# Beesten
Beesten là một đô thị thuộc huyện Emsland, trong bang Niedersachsen, Đức. Đô thị này có diện tích 25,81 km².